# Пастухова (Тюменская область)
Пастухова — деревня в Исетском районе Тюменской области России. Входит в состав Верхнебешкильского сельского поселения.

## История
До 1917 года в составе Исетской волости Ялуторовского уезда Тобольской губернии. По данным на 1926 год состояла из 177 хозяйств. В административном отношении входила в состав Исетского сельсовета Исетского района Тюменского округа Уральской области.

## Население
| 2010 |
| ---- |
| 24   |

По данным переписи 1926 года в деревне проживало 763 человека (345 мужчин и 584 женщины), в том числе: русские составляли 100 % населения.
Согласно результатам переписи 2002 года, в национальной структуре населения русские составляли 90 % из 19 чел.